# エスター・ハワード
エスター・ハワード（Esther Howard、1892年4月4日 - 1965年3月8日）は、アメリカ合衆国の女優。

## 主な出演作品
- 影を売る男 The Vice Squad (1931)
- 美しき野獣 Klondike Annie (1936)
- ブロードウェイ・セレナーデ Broadway Serenade (1939)
- たそがれの恋 The Great Flamarion (1945)
- 恐怖のまわり道 Detour (1945)